# Un uomo un'avventura
Un uomo un'avventura (en español, Un hombre una aventura) es una serie de treinta novelas gráficas autoconclusivas, publicadas desde 1976 a 1980 por la casa italiana Sergio Bonelli Editore.
Cada álbum está protagonizado por un personaje nuevo, involucrado en una aventura ambientada en un contexto histórico-geográfico cada vez diferente.
Los autores fueron seleccionados entre los mejores historietistas de esa época, contando con artistas italianos e internacionales del calibre de Hugo Pratt, Dino Battaglia, Guido Crepax, Milo Manara, Sergio Toppi, Franco Bonvicini, Fernando Fernández, Enric Sió, etc.

## Lista de los álbumes
| N.º | Título                 | Fecha de publicación | Guion              | Dibujo                 |  |
| --- | ---------------------- | -------------------- | ------------------ | ---------------------- |  |
| 1   | L'uomo del Nilo        | noviembre de 1976    | Decio Canzio       | Sergio Toppi           |  |
| 2   | L'uomo dello Zululand  | diciembre de 1976    | Gino D'Antonio     | Gino D'Antonio         |  |
| 3   | L'uomo della Legione   | enero de 1977        | Dino Battaglia     | Dino Battaglia         |  |
| 4   | L'uomo dei Caraibi     | febrero de 1977      | Hugo Pratt         | Hugo Pratt             |  |
| 5   | L'uomo del Deserto     | marzo de 1977        | Gino D'Antonio     | Ferdinando Tacconi     |  |
| 6   | L'uomo del Klondike    | abril de 1977        | Alarico Gattia     | Alarico Gattia         |  |
| 7   | L'uomo del Messico     | mayo de 1977         | Decio Canzio       | Sergio Toppi           |  |
| 8   | L'uomo di Pechino      | junio de 1977        | Gino D'Antonio     | Renato Polese          |  |
| 9   | L'uomo del Texas       | septiembre de 1977   | Guido Nolitta      | Aurelio Galleppini     |  |
| 10  | L'uomo delle piramidi  | octubre de 1977      | Enric Sió          | Enric Sió              |  |
| 11  | L'uomo di Pskov        | noviembre de 1977    | Guido Crepax       | Guido Crepax           |  |
| 12  | L'uomo di Chicago      | diciembre de 1977    | Alfredo Castelli   | Giancarlo Alessandrini |  |
| 13  | L'uomo di Tsushima     | enero de 1978        | Bonvi              | Bonvi                  |  |
| 14  | L'uomo del Sertao      | marzo de 1978        | Hugo Pratt         | Hugo Pratt             |  |
| 15  | L'uomo del Sud         | abril de 1978        | Alarico Gattia     | Alarico Gattia         |  |
| 16  | L'uomo di Iwo Jima     | junio de 1978        | Gino D'Antonio     | Gino D'Antonio         |  |
| 17  | L'uomo delle paludi    | septiembre de 1978   | Sergio Toppi       | Sergio Toppi           |  |
| 18  | L'uomo del Tanganyka   | octubre de 1978      | Attilio Micheluzzi | Attilio Micheluzzi     |  |
| 19  | L'uomo delle nevi      | noviembre de 1978    | Alfredo Castelli   | Milo Manara            |  |
| 20  | L'uomo della Somalia   | febrero de 1979      | Hugo Pratt         | Hugo Pratt             |  |
| 21  | L'uomo di Harlem       | abril de 1979        | Guido Crepax       | Guido Crepax           |  |
| 22  | L'uomo del New England | junio de 1979        | Dino Battaglia     | Dino Battaglia         |  |
| 23  | L'uomo del Bengala     | septiembre de 1979   | Gino D'Antonio     | Guido Buzzelli         |  |
| 24  | L'uomo di Canudos      | octubre de 1979      | Jo Oliveira        | Jo Oliveira            |  |
| 25  | L'uomo di Cuba         | noviembre de 1979    | Fernando Fernández | Fernando Fernandez     |  |
| 26  | L'uomo del Khyber      | febrero de 1980      | Attilio Micheluzzi | Attilio Micheluzzi     |  |
| 27  | L'uomo delle Filippine | abril de 1980        | Giancarlo Berardi  | Ivo Milazzo            |  |
| 28  | L'uomo del Grande Nord | junio de 1980        | Hugo Pratt         | Hugo Pratt             |  |
| 29  | L'uomo del Giappone    | octubre de 1980      | Robert Gigi        | Robert Gigi            |  |
| 30  | L'uomo di Rangoon      | noviembre de 1980    | Gino D'Antonio     | Ferdinando Tacconi     |  |